# 🦟
🦟  is een teken uit de Unicode-karakterset dat een mug voorstelt. Deze emoji is in 2018 geïntroduceerd met de Unicode 11.0-standaard.

## Betekenis
Deze emoji geeft in principe de mug weer, maar wordt ook vaak gebruikt om specifieke ziekten als malaria mee aan te geven. Het voorstel om deze emoji toe te voegen aan de Unicode standaard is oorspronkelijk ingegeven door een uitbraak van een Zika epidemie in Zuid-Amerika, maar is ook bedoeld om makkelijker te communiceren over andere door insecten overgebrachte ziekten.

## Codering

De Twemoji implementatie

### Unicode
In Unicode vindt men de 🦟 onder de code U+1F99F  (hex).

### HTML
In HTML kan men in hex de volgende code gebruiken: &#x1F99F;

### Shortcode
In software die shortcode ondersteunt zoals Slack en GitHub kan het karakter worden opgeroepen met de code :mosquito:.

### Unicode-annotatie
De Unicode-annotatie voor toepassingen in het Nederlands (bijvoorbeeld een Nederlandstalig smartphonetoetsenbord) is mug. De emoji is ook te vinden met de sleutelwoorden insect, koorts, malaria, virus, en ziekte.